# МКС-35
МКС-35 — тридцять п'ятий довготривалий екіпаж Міжнародної космічної станції. Його робота розпочалася 13 березня 2012 року з моменту відстиковки від МКС корабля Союз TMA-06M, який повернув на Землю попередній екіпаж МКС-34. Це перший екіпаж, командиром котрого став громадянин Канади.

## Екіпаж[1][2]
| Посада/Період перебування на МКС | з 13 березня 2012 р.       | 29 березня 2013 р. до 13 травня 2013 р. |
| -------------------------------- | -------------------------- | --------------------------------------- |
| Командир                         | Кристофер Хедфілд (3), ККА | Кристофер Хедфілд (3), ККА              |
| Бортінженер 1                    | Томас Маршберн (2), НАСА   | Томас Маршберн (2), НАСА                |
| Бортінженер 2                    | Роман Романенко (2), (ФКА) | Роман Романенко (2), (ФКА)              |
| Бортінженер 3                    |                            | Павло Виноградов (3), ФКАР              |
| Бортінженер 4                    |                            | Олександр Місуркін (1), ФКАР            |
| Бортінженер 5                    |                            | Кристофер Джон Кессіді (2), НАСА        |

## Значимі події
Робота експедиції розпочалася 13 березня 2012 року з моменту відстиковки від МКС корабля Союз TMA-06M, який повернув на Землю попередній екіпаж МКС-34.
29 березня 2013 року корабель Союз ТМА-08М доставив до МКС ще трьох членів екіпажу — Павла Виноградова, Олександра Місуркіна і Кристофера Кессіді.
Експедиція завершила роботу 13 травня 2013 року з моменту відстиковки від МКС корабля Союз TMA-07M. Спусковий апарат здійснив посадку 14 травня 2013 за 149 кілометрів на південний схід р. Джезказган (Казахстан). На ньому повернулися на Землю Кристофер Хедфілд, Томас Маршберн і Роман Романенко.

## Цікаві факти
Під час перебування на борту МКС Крістофер Хедфілд записав кліп на пісню Space Oddity Девіда Бові. Він став першим кліпом, записаним на орбіті Землі.